# Abasolo (kommun), Tamaulipas
Abasolo är en kommun i Mexiko.   Den ligger i delstaten Tamaulipas, i den centrala delen av landet, 500 km norr om huvudstaden Mexico City.
Följande samhällen finns i Abasolo:
- Abasolo
- Modelo
- Parras de la Fuente